# Chittenahalli, Piriyapatna
Chittenahalli là một làng thuộc tehsil Piriyapatna, huyện Mysore, bang Karnataka, Ấn Độ.